# Saint-Beaulize
Saint-Beaulize is een gemeente in het Franse departement Aveyron (regio Occitanie) en telt 98 inwoners (2009). De plaats maakt deel uit van het arrondissement Millau.

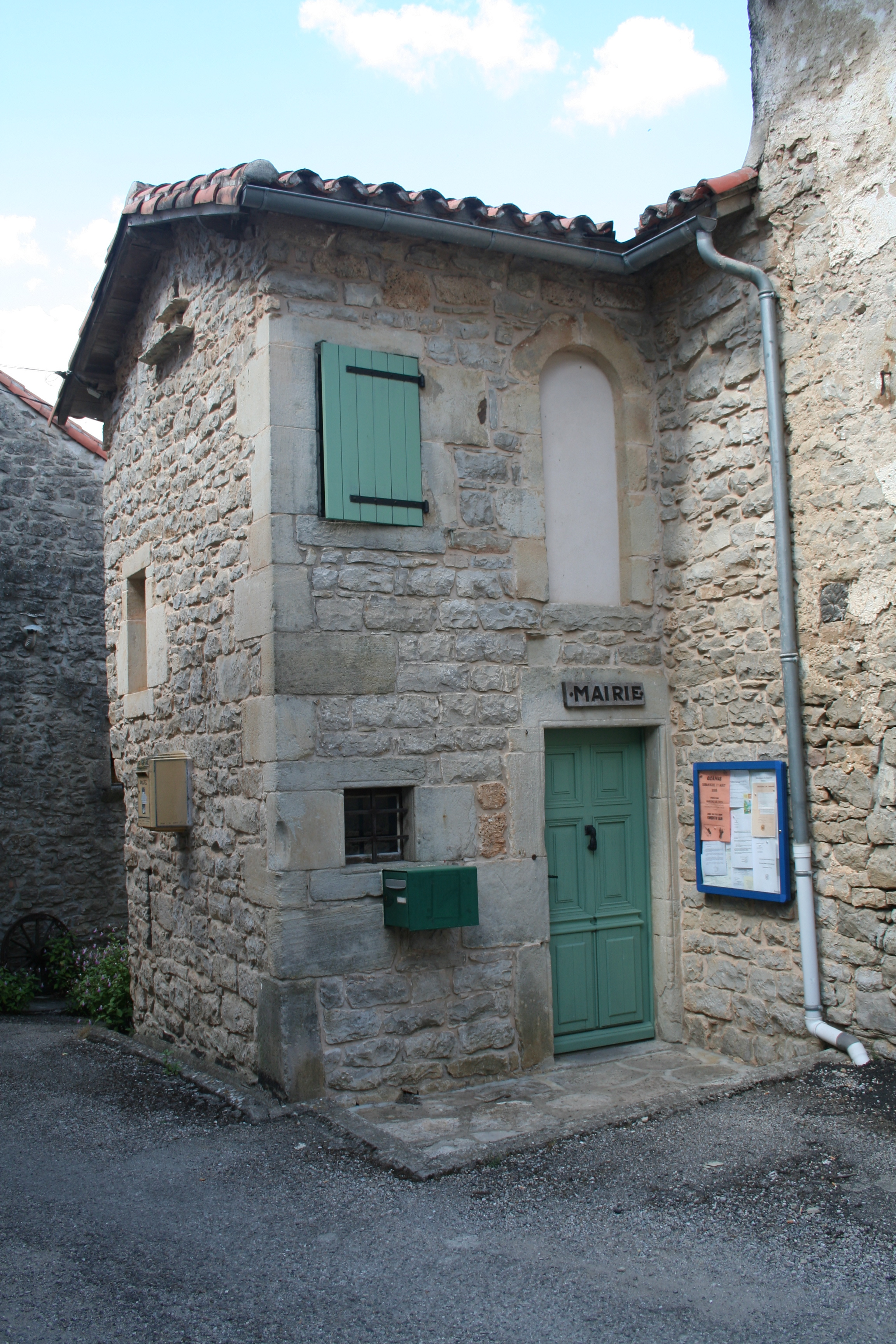
Gemeentehuis
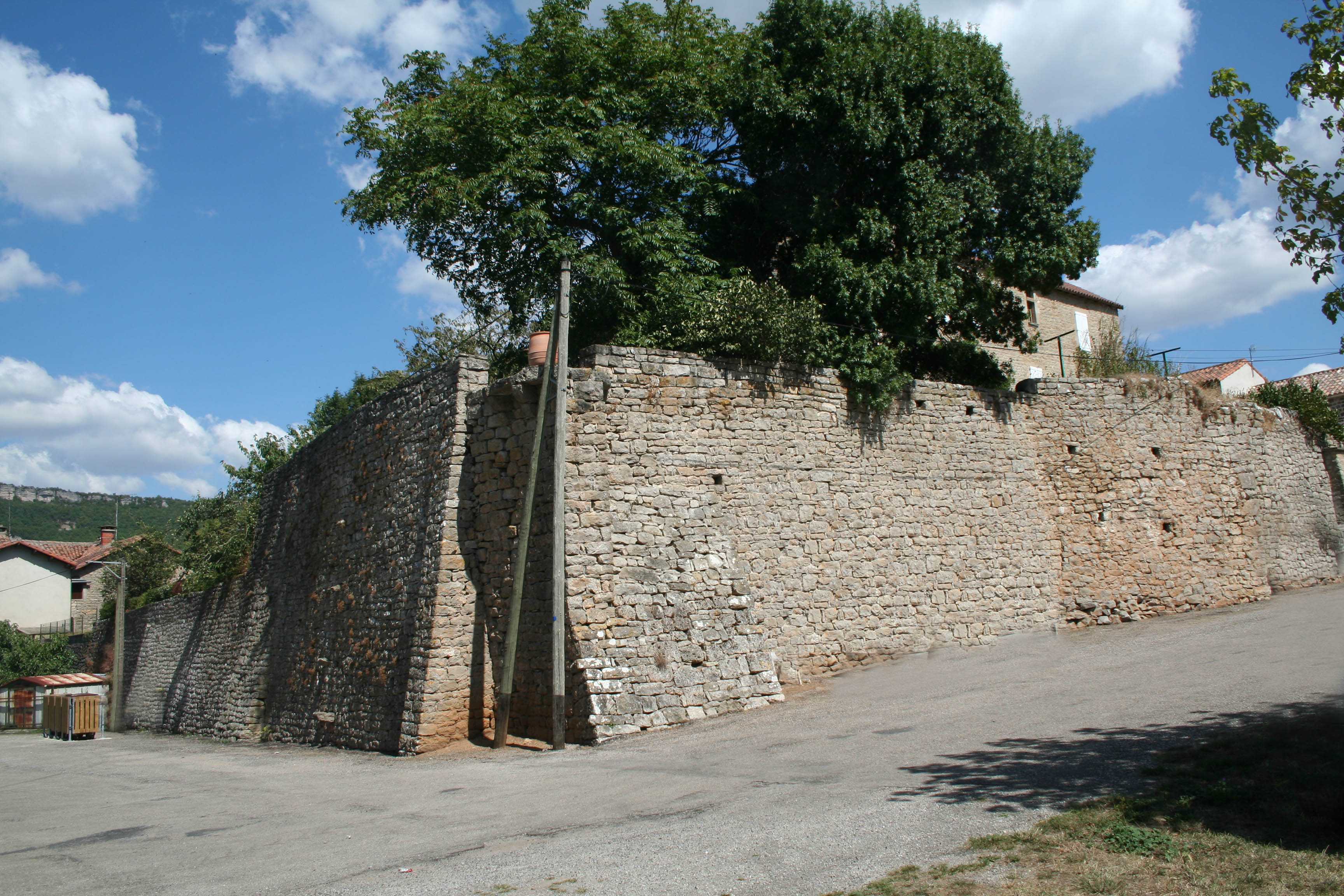

## Geografie
De oppervlakte van Saint-Beaulize bedraagt 21,5 km², de bevolkingsdichtheid is dus 4,6 inwoners per km².
De onderstaande kaart toont de ligging van Saint-Beaulize met de belangrijkste infrastructuur en aangrenzende gemeenten.

## Demografie
Onderstaande figuur toont het verloop van het inwonertal (bron: INSEE-tellingen).

Vanwege een beveiligingsprobleem met de MediaWiki Graph-software is het momenteel niet mogelijk deze grafiek weer te geven. Zodra de software is bijgewerkt zal de grafiek vanzelf weer zichtbaar worden.